# دونافولدوار
دونافولدوار (به مجاری:  Dunaföldvár) یک منطقهٔ مسکونی در مجارستان است که در ناحیه پاکش واقع شده‌است. دونافولدوار ۱۱۱٫۴۲ کیلومتر مربع مساحت و ۹٬۳۲۰ نفر جمعیت دارد.